# Romain Bardet
Romain Bardet (nascido em 9 de novembro de 1990, em Brioude) é um ciclista profissional frances que pertence a equipa  UCI WorldTeam Team Picnic PostNL.